# Pero (Milaan)
Pero is een gemeente in de Italiaanse metropolitane stad Milaan (regio Lombardije) en telt 10.378 inwoners (31-12-2004). De oppervlakte bedraagt 5,0 km², de bevolkingsdichtheid is 2071 inwoners per km².
De volgende frazioni maken deel uit van de gemeente: Cerchiate, Cerchiarello.

## Demografie
Pero telt ongeveer 4279 huishoudens. Het aantal inwoners daalde in de periode 1991-2001 met 2,8% volgens cijfers uit de tienjaarlijkse volkstellingen van ISTAT.
| Jaar | Inwoneraantal |
| ---- | ------------- |
| 1991 | 10.667        |
| 2001 | 10.373        |

## Geografie
De gemeente ligt op ongeveer 144 m boven zeeniveau.
Pero grenst aan de volgende gemeenten: Rho, Milaan.